# Apostlen Peter
Apostlen Peter var en af Jesu Kristi ledende apostle. Peters oprindelige navn var Simon, men fik af Jesus navnet "Kefas", der betyder klippesten – på græsk Petros, altså Peter. Peter var fisker ligesom sin bror Andreas, der også var apostel.
Ifølge den katolske udlægning af Bibelen blev Peter valgt som "klippen", hvorpå Jesu kirke skulle bygges (den protestantiske udlægning er, at det var Peters udtrykte tro på Jesus som messias, der udgør "klippen"), og selv ikke dødsriget skulle få magten over kirken. Peter fik dermed nøglemagten – man kan se nøglerne i Vatikanets flag. Det var det samme som en fuldmagt og dermed magten over dødsriget og himmeriget. Peter var også den første mand, der mødte den opstandne Jesus, hvilket har haft stor betydning for hans status.
At Peter skulle være forfatteren til de to breve i Det nye testamente, som går under hans navn, lader sig af flere grunde vanskeligt opretholde.
Ifølge traditionen led Peter martyrdøden omkring år 64 e.Kr. samtidigt med Paulus. Det skete under den romerske kejser Neros forfølgelser af de kristne. Ifølge historiske optegnelser var Nero selv skyld i branden i Rom, men brugte den som undskyldning for at udrydde kristne, hvis umoral i forvejen gav dem et dårligt omdømme. Efter branden blev alle kristne i Rom dømt, og deres henrettelser fik præg af en grotesk farce. De kunne vælge mellem at blive indsyet i skind af vilde dyr og sønderbidt af hunde eller blive korsfæstet, gjort til levende fakler og brugt som oplysning om aftenen.
Peter blev efter eget ønske korsfæstet med hovedet nedad i de kejserlige haver på Vatikanhøjen, senere blev han begravet på en kirkegård. Hans korsfæstelse vistes på et relief, der pryder Filaretes' 1400-tals-bronzedør til Peterskirken.
Ifølge den romersk-katolske kirke var Peter den første biskop af Rom og dermed den første pave. Paven var Peters efterfølger, og nøglemagten blev overgivet til ham. Dermed blev paven bindeleddet mellem Gud og menneskene.
|  | Eftersyn Dette afsnit bør gennemlæses af en person med fagkendskab for at sikre den faglige korrekthed. Afsnittene herunder er en oversættelse af den tyske wikiartikel "Simon Petrus" i denne version Disse afsnit må kontrolleres for korrekt oversættelse og for brug af sædvanlige danske vendinger – og aflusning af tyske sprogrester. |

## Det Nye Testamente

### Navn
Ifølge alle evangelierne lyder hans navn Simon, efter ApG 15,14 og 2 Pet 1,1 som Symeon. Paulus derimod kalder man ham kun Kefas, en græcisering af det aramæiske ord kefa כיפא, der oversættes til græsk som πετρος (petros) og latin Petrus. Det betyder på de to sprog sædvanligvis sten, på græsk også klippe, såvel natursten som en tilhugget stenblok.
Disse tilnavne skal Jesus personligt have givet Simon; hvor og hvornår lader evangelierne uafklaret. Matt 16,18 forklarer tilnavnene med Jesu løfte til Peter: På denne klippe [petra] vil jeg bygge min "ecclesia", hvor ecclesia betyder "de sammenkaldte", "forsamlingen af de sammenkaldte"  som i første omgang refererer til fællesskabet af de førstkaldte disciple, dernæst til kirken.
I Matt 16,17 taler Jesus til Simon som barjona. Det aramæiske bar jona betyder "søn af Jona". Joh 1,42 nævner dog en Johannes som Simons far, hvilket kunne være en græcisering af det aramæiske navn. Det er ikke klart, om der hentydes til en kødelig eller en åndelig fader: Johannes Døber. Som adjektiv betyder barjona også "impulsiv", "ubehersket". Dette tyder for nogle eksegeter på et muligt tidligere tilhørsforhold til zeloterne, da jødiske frihedskæmpere i den senere Talmud blev betegnet som barjonim (flertal).

### Afstamning og kaldelse
Simon Peter stammede som Jesus fra Galilæa. Ifølge alle evangelierne hørte han til de første disciple som af Jesus blev kaldet til at følge ham. Alle oplysninger bygger på denne kaldelse. Kun få notitser angår hans herkomst. Om hans far anføres kun navnet Jona (eller Johannes); hans mor nævnes ikke. Han havde en bror ved navn Andreas, som blev kaldet samtidigt. Da apostellisterne nævner denne bror efter Simon, har man sluttet, at han var den yngste. Hans oprindelig navn Simon (Shimon) er jødisk, og det er faderens navn også.
Ifølge Apostlenes Gerninger blev Peter opdraget i den jødiske tro. Han overholdt jødiske spiseforskrifter og havde ikke omgang med ikke-jøder (ApG 10,14, 10,28). Ifølge de synoptiske evangelier boede han i Kapernaum ved Genesaretsøen. Dér havde han og broderen Andreas et hus, hvor også hans svigermor boede (Mark 1,29ff; Luk 4,38). Oven på resterne af dette sted kan befinde sig et af urkristendommens første pilgrimssteder, som arkæologer har udgravet.
Jesus skulle have helbredt Simons svigermor, hvorefter hun hjalp disciplene (Mark 1,31). Navnet på hans kone nævner evangelierne ikke, hvoraf mange eksegeter slutter at Peter har efterladt hende i Kapernaum på Jesu opfordring om at forlade alt (Mark 10,28f). Ifølge Paulus, der traf ham omkring år 39 i Jerusalem, blev Peter og andre apostle ledsaget af deres koner (1 Kor 9,5). Da Jesus intet ytrede mod ægteskab eller ægtestand og tillige forbød skilsmisse (Matt 5,32) kan Peters kone også tidligere som andre kvinder fra Galilæa have draget rundt med sin mand (Mark 15,41; Luk 8,2).
Ifølge synoptikerne, der vel her fulgte Markusevangeliet, arbejdede Simon (endnu uden tilnavn) og Andreas som fiskere. Ved Genesaretsøen havde Jesus truffet dem ved at kaste net ud og opfordret dem til at følge sig. Derpå havde brødrene forladt nettene og fulgt med Jesus (Mark 1,16). Ved kaldelsen af de øvrige tolv har Jesus så givet Simon tilnavnet "Peter" (Mark 3,16).
Ifølge Lukasevangeliet blev Simon kaldet til at være "menneskefisker", efter at Jesus havde holdt sin prædiken i synagogen i Kapernaum og helbredt hans svigermor. Kaldelsen er her efter en uventet stor fiskefangst, hvor Simon bekender: Gå bort fra mig, Herre, for jeg er en syndig mand. (Luk 5,1-11). Her nævner Lukas for første gang hans tilnavn Peter og dernæst ved udvælgelsen af de tolv (Luk 6,14). De to evangelister forklarer ikke tilnavnet.
Også Mattæusevangeliet nævner Simon som "Peter" efter hans kaldelse (Matt 4,18). Han betoner særligt dette tilnavn efter Simons bekendelse: Du er Kristus, den levende Guds søn. Som svar modtog han en saligprisning og løfte om, at Jesus ville bygge sin ecclesia på denne klippe (Matt 16,18).
Ifølge Johannesevangeliet kom Peter og hans bror fra Betsaida. Om der menes fødested eller bosted forbliver åbent. Andreas skal have truffet Jesus som en discipel af Johannes Døber, have erkendt Jesus som Messias og ført sin bror Simon til ham. Jesus skulle så, straks han så ham, have givet ham tilnavnet Kefas (Joh 1,35-44).
Alle evangelierne
Ifølge alle evangelierne havde Simon Peter en lederrolle i discipelkredsen. Han står først i alle apostellister i NT og hører sammen med Jakob den Ældre og Johannes til de tre apostle, der stod Jesus særlig nær. De gjaldt ifølge Mark 9,2-13 ("Forklarelsen på bjerget") som de eneste af de tolv, som Gud åbenbarede sin søns guddommelighed og opstandelse allerede før dennes død. De ledsagede Jesus i hans sidste timer i Getsemane Have (Mark 14,33).

### Kristusbekender og -fornægter
Kun Peter (Se dog Joh. 11,27) bekendte sig ifølge evangelierne allerede før Jesu opstandelse udtrykkeligt til dennes Messiasværdighed (Mark 8,29ff): Du er Kristus. Dog straks derefter, efter at Jesus for første gang havde meddelt disciplene sin forudbestemte lidelsesvej, tog Peter ham til side og begyndte at irettesætte ham.(v. 32) Han havde altså forsøgt at bringe Jesus bort fra denne vej til korset, således at hans trosbekendelse synes at være en misforståelse af Jesu sendelse.  Jesus har da brysk tilrettevist ham:
Vig bag mig, Satan! For du vil ikke, hvad Gud vil, men hvad mennesker vil.(v. 33)
"Satan" betyder på hebraisk "modstander" eller "modgører". Peter bliver her sammenlignet med fristeren i ørkenen, der ligeledes ville opholde Guds søn fra lidelsens vej (Matt 4,1-11); han bliver også andre steder i NT rykket i nærheden af Satan. (Luk 22,31) Her følger Jesu belæring af disciplene: (Mark 8,34ff)
Hvis nogen vil følge efter mig, skal han fornægte sig selv og tage sit kors op og følge mig. For den, der vil frelse sit liv, skal miste det; men den, der mister sit liv på grund af mig og evangeliet, skal frelse det.
Denne paradoksale indbydelse til at følge Jesu korsvej er baggrund for den senere omtalte undsigelse fra Peters side i forløbet af Jesu lidelse, da han – for at redde sit liv – ikke forrådte sig selv, men Jesus (Mark 14,66-72).
Modsætningen mellem tale og handle viste sig allerede hos Peter i Galilæa: på den ene side
havde han tiltro til Jesu kaldelse til efterfølgelse ("Kom og følg mig ...", Matt 4,19) på den anden side svandt hans tro ved den første modgang, så kun Jesus kunne redde ham fra at synke i havet. (Matt 14,29ff)
Ifølge Joh 13,6-9 modsatte han sig også, at Jesus ville vaske hans fødder. Denne handling var dengang en typisk slavetjeneste: Peter vægrede altså at lade sig betjene af Jesus, som en herre ville af sin slave. Men kun denne tjeneste gav ham på forhånd andel i den ved Jesu kors udvirkede frelse, og tydede på en "dåb til døden"  Det var forbundet med forpligtelsen for alle disciple at betjene hinanden på lignende måde.
I forløbet af Jesu lidelse tilspidser alle evangelier disciplenes og kristusbekendernes fornægtelse. Jesus forudsagde for Peter ved det sidste måltid, at han i den samme nat ville fornægte ham tre gange. Dette afviste han som alle andre disciple (Mark 14,27-31 par.):
Om jeg så skal dø sammen med dig, vil jeg aldrig fornægte dig. Det samme sagde også alle de andre.
Han faldt dog kort tid derefter i søvn, netop som Jesus i Getsemane havde mest brug for disciplenes hjælp. (Matt 26,40.43f) Så skal han ifølge Joh 18,10 med våben have forsøgt at forhindre tilfangetagelsen af Jesus. Han bliver her identificeret med den navnløse discipel, der ifølge Mark 14,47 slog et øre af en soldat. Johannes kender navnet både på angriberen (Peter) og offeret (Malkus), der i Joh 18:10 kaldes "ypperstepræstens tjener", altså ingen soldat. Johannes og Lukas kan også fortælle, at det drejer sig om det højre øre. Jo længere tid, der er gået mellem hændelsen og vidneudsagnet, jo sikrere bliver fortælleren i sin sag, og stadig mere detaljeret. Man har spekuleret på, om Markus kendte gerningsmandens identitet, men ville beskytte Peter. Markus skrev jo angiveligt i Rom, hvor Peter menes at have været menighedens overhoved. Det har også været spekuleret på, om ypperstepræstens tjener var en præst. I så fald gjorde tabet af øret ham rituelt ubrugelig for resten af livet. I antikkens verden regnedes det også som værre at tabe højre øre eller højre øje end venstre. Dertil har man spekuleret på, om angriberen var venstrehåndet, når angrebet ramte det højre øre, eller om tjeneren blev angrebet bagfra, hvad der jo ville være fejt.
Peters fornægtelse af Jesus kulminerer mens denne foran det høje råd bekendte sig som Messias og kommende menneskesøn og modtog sin dom. (Mark 14,62). Da hanen galede ved morgengry, kom Peter i tanke om den forudsigelse Jesus havde gjort, og han skulle være begyndt at græde. (Mark 14,66-72)
Peter manglede altså efter den nytestamentlige fremstilling kraften til at handle i overensstemmelse med sin tro, da det kom an derpå. Alligevel fik netop han på grund af sin Kristusbekendelse af Jesus navnet "Klippe" og opgaven at danne menighed (Matt 16,16-23).
Apostlenes Gerninger fremstiller i overensstemmelse hermed Peter efter pinsen som en frygtløs bekender for det høje råd, en som forbilledligt opfyldte Helligåndens sendelse som missionær og en leder i urmenigheden i Jerusalem (ApG 5,29). Paulus derimod viser ham som vankelmodig: han beretter at Peter af frygt for de jødekristne omkring Jakob opgav bordfællesskab med hedninger og "hyklede" at være lovtro over for nogle jøder, i stedet for at vende sig til "evangeliets sandhed". (Gal 2,11-14)
Enkelte eksegeter slutter deraf til en ambivalent karakter. Andre ser Peter som eksempel på den måde alle disciplene forholdt sig på: at de alle forlod Jesus da han stod over for døden. (Mark 14,50) Han står i NT for den tætte sammenhæng – i hele kirken – mellem tro og svigtende tro, vidnetjeneste og skyldbehæftet vægring ved at følge korset.

### Vidne til opstandelsen
Det Nye Testamente (NT)
Peter er for NT en af de første som den opstandne Jesus mødte. Som udgangspunkt for påskeoverleveringen i NT gælder tidlige bekendelsesudtryk fra de urkristne som Luk 24,34:
Herren er virkelig opstået, og han er set af Simon.
Hvis dette var blevet en etableret opfattelse hos disciplene før deres fælles vision af den opstandne er det nærliggende at antage at Peter endnu før de øvrige disciple havde et selvstændigt syn af den oprejste Jesus. Den ældste vidneliste om Påsketilsynekomsterne, som Paulus havde overtaget fra urmenigheden i Jerusalem bekræfter dette (1 Kor 15,5):
...og at han blev set af Kefas og dernæst af de tolv.
Den af Lukas overleverede credoformel kalder ham "Simon", vidnelisten bruger "Kefas" og stiller hans Jesusvision ved siden af de tolv: deraf slutter mange eksegeter at denne titel er tillagt ham efter påske og så tilbageført til hans tidligere følgeskab med Jesus.
Sted og indhold af "Petervisionen", Peters syn af den opstandne Jesus, lader evangelierne dog ubestemt. Ifølge Markusevangeliet fik de kvinder, som opdagede Jesu tomme grav, en meddelelse fra en engel om at Jesus ville vise sig for disciplene i Galilæa. Derved bliver Peter ved navn nævnt ved siden af de øvrige disciple (Mark 16,6).
Mattæus
Mattæusevangeliet beretter ikke om at Peter skulle have haft et særligt syn af Jesus, en "Jesusvision". Her møder Jesus først kvinderne der var på vej fra den tomme grav til Galilæa (Matt 28,9). Dernæst viser han sig for de førstkaldede samlet (elleve uden Judas Iskariot Matt 28,17ff).
Lukas
Heller ikke Lukasevangeliet beretter at Peter skulle have haft det første syn af den opstandne Jesus. Det tyder på at disciplene efter Jesu død har begivet sig hjem ad forskellige veje. Undervejs skal nogle af dem have mødt Jesus ("Vandringen til Emmaus"), og derfor vendt om og forsamlet sig i et hus i Jerusalem. Der skulle Jesus have åbenbaret sig for dem alle og givet dem opgaven at bedrive folkemission. Derved forvarsler  han her den udgydelse af Helligånden som fulgte 50 dage senere ved pinsen. (Luk 24,13-50).
Johannes
I Johannesevangeliet så disciplene i tempelbyen også samlet  den opstandne Jesus. Ved den lejlighed fik de af Jesus Helligånden og dermed fuldmagt til at "binde og løse" synder (Joh 20,19-23). Forud var gået Jesu møde med Maria Magdalene: det var hende og ikke Peter der først så og meddelte om den opstandne. Peter havde før betrådt den tomme grav og derved opdaget den korsfæstedes sammenrullede linnedklæde. Da han ikke havde kunnet forklare dette for sig selv (forstå dette), var han "gået hjem igen". Ikke opdagelsen af den tomme grav, men først den opstandnes selvåbenbaring kunne vække hans tro (Joh 20,1-18).
Knyttende an hertil beretter det senere udvidede slutkapitel Joh 21,1-19 at Jesus endnu en gang havde vist sig for seks af disciplene. Som han til at begynde med i Galilæa blev kaldet efter en usædvanlig stor fiskefangst (Luk 5,1-11), således erkender han også denne gang efter en stor fiskefangst at Jesus er den oprejste Kyrios. Som han havde benægtet Jesus tre gange, spørger denne ham nu tre gange: Elsker du mig? havd han bekræfter hver gang. Derefter får Peter tre gange befalingen: Vogt mine får! og den fornyede kaldelse: Følg mig. Derved forkynder Jesus for ham at han skal dø som martyr.
At dette foregik ved Genesaret Sø underbygger at de første visioner disciplene havde fandt sted i Galilæa, ikke i Jerusalem. De blev forstået som forsoning med Jesus og som fornyet kaldelse til efterfølgelse: fællesmåltidet med den opstandne betød for jøderne tilgivelse og del i den endelige frelse. Påskeerindring og nadver var for de urkristne tæt forbundet i gudstjenesten.
Den senere tilkommende slutning på Markusevangeliet (Mark 16,9-20) forsøgte – sandsynligvis ved begyndelsen af Det Nye Testamentes kanonisering (o. 180) – at bringe de forskellige tilsynekomstberetninger i en harmonisk rækkefølge. Det følger Joh 20 og nævner Maria Magdalene som det første øjenvidne til den opstandne.
Ud fra forskellene i evangeliernes påsketekster slutter NT-historikere for det meste, at tilsynekomst og opdagelserne ved graven er overleveret uafhængigt af hinanden og derpå er blevet kombineret på forskellig måde for at forklare discipelsammenkomsten i Jerusalem.

### Missionsvirksomhed
Fra Apostlenes Gerninger stammer næsten alle oplysninger om de tolv apostles virke i det nære østen. Derefter skal Peter have skjult sig med dem i Jerusalem indtil kraften fra Helligånden greb ham med den tilstedeværende mængde ved pinsen. Da holdt han den første offentlige prædiken i Jerusalem. Den udlagde at Jesu tilsynekomst som Gud var opfyldelsen af den forudbestemte forjættelse af ånden i Israels frelseshistorie og kulminerede med passagen(ApG 2,36):
Så skal da hele Israels hus vide for vist, at den Jesus, som I har korsfæstet, har Gud gjort både til Herre og til Kristus.
Ifølge Lukas bekendte derpå endnu på den samme dag henved 3000 mennesker sig til den nye tro. Således skulle ved den lejlighed den kriste menighed være opstået, der efter ApG 2,5 omfattede forskellige folk og sprog.
Peter kan derfor have haft fremgang blandt sine jødiske landsmænd, skønt hans missionsprædiken ganske vist gjorde dem ansvarlig for korsfæstelsen af Jesus, dog ikke fordømte, men tilsagde og tilbød dem Guds forsoning (ApG 3,17). Han kom dog snart i konflikt med myndighederne i Jerusalem og måtte svare for det høje råd (ApG 4,8ff; ApG 5,29). Ved denne lejlighed skal han ikke have fornægtet sin tro, men frimodigt bekendt den.
Mission uden for Jerusalem
Efter forfølgelsen af urmenigheden i tilknytning til henrettelsen af Stefanus missionerede enkelte apostle, herunder Peter, åbenlyst også uden for Jerusalem. Ifølge ApG 8,14-25 kom han derved også til Samaria for at bringe Helligånden til nydøbte. Dette understreger hans autoritet i urmenigheden. Han var vel fra begyndelsen hovedforetræder for Israelmissionen, der skulle gå forud for den almindelige mission blandt folkene (Gal 2,8; Matt 10,5; sml. Luk 24,47). Ifølge ApG 10 prædikede han for først gang også evangeliet for ikke-jøder.
Om Peter berettes også spontanhelbredelser og sågar dødeopvækkelser analogt med dem Jesus gjorde, for eksempel i Lydda og Joppe (ApG 9,32-43). På den måde betones kontinuiteten mellem Jesu helbredelsesvirksomhed og de urkristnes, således som det var blevet dem pålagt (Mark 16,15-20; Matt 10,8) .
Som han i sin første prædiken forkyndte Kristus som opfyldelsen af jødiske forjættelsestraditioner, således holdt han også fast ved den jødiske Tora, inklusive spise- og renhedslovene (ApG 10,13f). Dog har han i nærheden af den romerske by Caesarea Fillippi, Filips Kæsarea, haft en gudsvision, der befalede ham at have bordfællesskab med soldaten Cornelius, en "gudfrygtig" romer. På den måde begyndte efter Lukas' fremstilling hedningemissionen i urkristendommen.
Dette førte til konflikter med dé jødekristne, der forlangte omskærelse og overholdelse af jødiske love. Peter havde overvundet disse med henvisning til sit syn (ApG 11,17):
Når nu Gud har givet dem den samme gave, som vi fik, da vi var kommet til tro på Herren Jesus Kristus, hvordan skulle jeg så kunne hindre Gud i noget?
Efter slutningen af Pontius Pilatus' embedsstyrelse lod den jødiske konge Herodes Agrippa 1. (41-44) urmenigheden i Jerusalem forfølge og apostlen Jakob den Ældre henrette. Også Peter blev fængslet og kastet i en fængselscelle med to soldater og lagt i kæder. Dog ifølge ApG 12,1-19 hjalp en engel ham fri, og han lod dette meddele til Jakob og de øvrige apostle og forlod så Jerusalem for at fortsætte sin mission.
Patristiske notitser fra det tredje århundrede tydede disse oplysninger som overgivelsen af ledelsen af urmenigheden til Jakob. Dette modsiges af Paulus der traf Peter, Jakob den Retfærdige og Johannes ved Apostelkoncilet (o. 48) og kalder dem menighedens "søjler" (Gal 2,9). Dér blev der besluttet om hans lovfrie hedningemission. Peter skal ved dette møde have optrådt som deres fortaler (ApG 15,7-11). Således betoner Lukas deres overensstemmelse i dette spørgsmål.
Paulus
Paulus bekræfter angivelser som i ApG 9,32, hvorefter Peter som urmenighedens repræsentant besøgte nye menigheder, derunder også Antiokia og dér havde bordfællesskab med hedningekristne: det betyder at han godkendte hedningemissionen. Men så havde tilhængere af Jakob kritiseret dette (sml. ApG 11,3). På grund af dette var Peter veget tilbage og havde afsluttet sit bordfællesskab med hedningerne. For dette havde Paulus offentligt dadlet ham og erindret ham om den konsensus der var opnået på apostelmødet, hvorefter de døbte hedningekristne var blevet fritaget for at rette sig efter Toraens indhold. (Gal 2,11-14).
Paulus tegner altså et andet billede af Peter end Lukas. Han så ham som repræsentant for "evangeliet for jøder", der indtil apostelbeslutningen pålagde de hedningekristne at overholde bestemte Toralove. Da han derefter havde måttet gå ind for ikke-jødiske kristnes fritagelse for spiseforskrifterne, blev han igen vankelmodig under trykket fra strengere jødekristne. Disse oplysninger fra Galaterbrevet bliver for det meste set som henvisning til de spændinger der stadig var efter apostelmødet, spændinger som den senere lukanske fremstilling har forsøgt at forskønne.

### Notitser til slutningen
NT omtaler hverken Peters død eller nogen Romrejse. Ganske vist bliver der forudsagt forfølgelse og død for alle Jesu disciple, bl.a. Mark 10,39 og Mark 13,12, men kun en redaktor af Johannesevangeliet lader Jesus Peter vide om dennes død uden at nævne sted og omstændigheder (Joh 21,18f).
Hvis Peter var rejst til Rom efter apostelmødet – således argumenterer mange historikere – ville det havde fundet nedslag mange steder i Det Nye Testamente: frem for alt i Paulus' Romerbrev fra omkring 56-60, der hilser kristne i Rom ved navn og allerede henviser til forfølgelser, såvel som i Apostlenes Gerninger. Dette – således imødegås det – er som periodiserende missionshistorie ikke interesseret i at skabe en kronologi uden huller. Dog fremstiller den overgangen fra Peters og Jerusalemapostlenes jødemission til Paulus' hedningemission og beretter mod slutningen om dennes uhindrede missionsvirksomhed i Rom (ApG 28,17-31): havde han der mødt Peter, ville forfatteren sikkert have bemærket dette.
Derudover – således fx Hans Conzelmann i Geschichte des Urchristentums s. 136 – forudsætter Peterbekendelsen i Matt 16,16-19 en menighed i Syrien eller Lilleasien, grundlagt af Peter og allerede skuende tilbage på hans død. Thi her bliver "dødsrigets porte", som ifølge Es 38,10 lukker sig bag alle dødelige ("kød og blod"), stillet i modsætning til Kristusbekendernes opstandelse og deres fællesskabs fortsættelse ud over den enkeltes død. Alligevel udelukker Conzelmann ikke at Peter kunne have opholdt sig i Rom, som måske allerede 1. Petersbrev indirekte går ud fra med henvisningen til "Babylon".

## Skrifter tilskrevet Peter

### Petersbreve
Det Nye Testamente indeholder to breve med Peters navn: Peters Første Brev og Peters Andet Brev
- Peters Første Brev

Nogle eksegeter tolker "hilsen fra Babylon" i 1 Pet 5,13 som en skjult henvisning til Rom, da Babylon i Bibelen hyppigt bruges som metafor for en særlig fordærvet og syndig verdensby: således identificerer også Johannes Åbenbaring "horen Babel" med Rom. Herudfra kunne brevet altså være skrevet i Rom.
Hvis Peter bliver antaget som forfatter ville brevet være opstået omkring 65, men for det meste bliver det på grund af indholdsmæssige og sproglige indicier dateret til omkring 100, da der allerede havde fundet kristenforfølgelser sted i Romerriget. Dette peger martyrmotivet i 1 Pet 4,12-16 på, fx "... glæd jer, når I deler Kristi lidelser" og "... Hvis I bliver hånet for Kristi navns skyld, ..."
Andre – herunder Jehovas Vidner – forstår hilsenen til Babylon bogstaveligt og antager at Peter faktisk missionerede der, da han i øvrigt også besøgte jødiske diasporamenigheder som Antiokia. Om Babylon på dette tidspunkt endnu eksisterede, er ubekendt.
- Peters Andet Brev

Kort før sin død autoriserer brevets forfatter Paulus' lære som sit "testamente" (2 Pet 1,14; 2 Pet 3,15). I dag dateres det oftest til 100-130. Optagelsen i Det Nye Testamentes kanon var omstridt på grund af usikkerheden om Peters forfatterskab.

### Markusevangeliet
Kirkefædrene satte også Peter i forbindelse med Markusevangeliet. Papias af Hierapolis fører dette tilbage til Johannes Markus, der optræder i NT først i Jerusalem (ApG 12), så i omkredsen af Barnabas og Paulus (ApG 15; Kol 4,10; 2 Tim 4,11; Filem 1,24). Kun i 1 Pet 5,13 optræder han som Peters ledsager. Ifølge Papias fungerede Markus som tolk for Peter i Rom og forfattede der sit evangelium på grundlag af dennes taler. Derfor regnedes Peter ifølge traditionen som "medforfatter".
Ud over disse notitser er det ikke belagt at Johannes Markus skulle være forfatter til det ældste evangelium og desuden være bekendt med Peter, og dette gælder for kristendomshistorikere i dag mest som en patristisk konstruktion. Forfatteren til Markusevangeliet hører snarere til i den hellenistiske urkristendom, mens Peter ifølge notitser i Paulusbrevene snarere indtog en position der lå nærmere de såkaldte "judaister" (Gal 1,12-14).

### Didaké og apokryfer
Didakéen, som er en tidligkristen katekismus fra o. 100, omtales i et håndskrift som "Peters vidnesbyrd". Den kunne indholdsmæssigt være afhængig af den af Peter dominerende teologi i urmenigheden. Thi den består hovedsagelig af en af kristne omformuleret jødisk morallære, der går tilbage til jødekristne traditioner i Judæa.
Dertil kommer enkelte apokryfe skrifter, der af den tidlige kirke af teologiske grunde ikke blev optaget i kanon eller er gået tabt:
- Petersevangeliet
- Petersapokalypsen
- Pseudo-Klementiniske skrifter

## Kirkefædre
De få antikke notitser om Peters senere skæbne stammer alle fra andet til fjerde århundrede, i den periode hvor – på baggrund af kontroverser om kætteri – udarbejdelsen af en kanon for Det Nye Testamente, det monarkiske biskopembede og ideen om den apostolske succession blev dannet.

### Ophold i Rom og martyrdød
To randbemærkninger af to kirkefædre gælder som indicium for at Peter mod enden af sit liv var kommet til Rom og der kunne have fundet sin død som kristen martyr mellem 64 og 67.
Første Clemensbrev, der sandsynligvis er skrevet mellem 90 og 100 i eller kort efter Domitians regeringsperiode, forudsætter i kapitel fem og seks Peters og Paulus' lidelse som et forbillede mange kristne skulle have fulgt.
På grund af jalousi og nid er de største og mest retfærdige sjæle blevet forfulgt og har kæmpet til døden. [...] Peter, der på grund af uretfærdig jalousi har tålt ikke en, ikke to, men mange besværligheder og således efter at have aflagt vidnesbyrd er nået til det ham bestemte sted i herlighed.
Dette bliver tolket som henvisning til apostlenes martyrium uden at tid og sted dog bliver oplyst. Da notitsen fremstår som et tilbageblik af biskop Clemens af Rom, og da der ikke var nogen omfattende forfølgelse af de kristne før Dominitian, kan notitserne hentyde til den korte forfølgelse under Nero i år 65.
Ignatius af Antiokia skrev i sit brev til den romerske menighed (o. 110):
Ikke som Peter og Paulus befaler jeg jer. [...]
Også dette henviser til en allerede etableret tradition for en martyrdød i Rom for de to. Notitser som modsiger dette, findes der ifølge Hans Küng ikke.
Ifølge Eusebius af Cæsarea (beg. 4. årh.) skulle biskop Dionysius af Korinth (ca. 165-175) have sagt om Peter og Paulus:
Og de lærte sammen og på samme måde i Italien og led ved samme tid martyrdøden.
Disse notitser gør det nærliggende at der i kirken fra omkring 150 blev antaget Peters og Paulus' eksemplariske martyrdød i Rom på Neros tid. De skulle så være blevet henrettet sammen med andre kristne; Paulus som romersk borger ved sværdet, Peter som jøde ved korsfæstelse som det var sædvanligt for peregrine uden forsvar – dvs for rigsanhørige uden borgerret. Ifølge legenden blev Peter efter eget ønske korsfæstet med hovedet nedad, i det han ikke følte sig værdig til at lide samme død som Jesus.
Eusebius sluttede heraf (2, XXV.):
Det er derfor optegnet at Paulus selv blev henrettet i Rom og at Peter ligeledes blev korsfæstet under Nero. Denne beretning om Peter og Paulus støttes af den kendsgerning at deres navne er bevaret på gravstederne indtil denne dag. Det er ligeledes bekræftet af Gaius, et medlem af kirken under biskop Zefyrinus af Rom [199-217], ... som over det sted hvor apostlens hellige legeme ligger, siger: men jeg kan vise apostlens trofæ. Thi hvis du tager til Vatikanet [Vatikanhøjen] eller til Via Ostia, vil du finde trofæerne af dem der grundlagde denne kirke.
Her viser sig en grundlæggende ændring i forståelsen af apostolatet:   Ud af den akutte nærforventning til Gudsrigets indtræffen på grund af Jesu tilsynekomst i påsken dannedes  den apostolske succession, som fra besiddelsen af apostlens legemlige relikvier afledte kirkens evige beståen.
Sent i det fjerde århundrede, da den romerske biskop allerede indtog en særlig position, nævner Hieronymus (348-420) en embedsperiode i Rom for Peter på 25 år: det ville betyde at den skulle være begyndt omkring år 40, hvilket ikke stemmer med ApG 15,7 hvorefter Peter i det mindste indtil 48 var en af lederne i urmenigheden i Jerusalem.

### Peter som biskop
De senere patriarkater i Alexandria, Antiokia og Rom, og senere også Jerusalem og Konstantinopel førte direkte eller indirekte deres grundlæggelse tilbage til apostlen Peter og regnede ham for den første biskop for deres menighed. Da den egne menighed derved skulle højnes i anseelse, betvivler historikere disse oplysninger.
Ifølge ApG 1,2ff opstod urmenigheden ved Helligåndens virke, hvorved Jesu opstandelse åbenbaredes for alle disciplene som så forkyndte det for alle i Jerusalem. I dette havde Peter en lederrolle (ApG 2,41). På grund af sin fremtrædende placering i kredsen af de tolv disciple og hans optræden som den første forkynder af Jesu opstandelse (ApG 2) bliver han anset som en grundlægger og leder af urmenigheden i Jerusalem. At han derudover skulle have grundlagt og ledet andre menigheder, beretter NT intet om.
I storbyen Antiokia grundlagde tilhængere af den henrettede  Stefanus ifølge ApG 11,20 en hedningekristen menighed sammensat af flere grupper blandt hvis medlemmer også romere regnedes for "christiani". Dér lærte Paulus i et år (ApG 13,16ff). Den i Gal 2,11-14 omtalte konflikt med Peter taler imod denne som leder der.
Irenæus fra Lyon (ca. 135 – 202) beretter at apostlene havde "grundlagt og fastlagt" kirken i hele verden . Omkring denne tid fremstod den opfattelse at Peter også havde ledet kirken i Rom som biskop. Den bygger på den noget ældre tradition om hans ophold i Rom, men er dog ahistorisk, eftersom Peter endnu virkede i Jerusalem da Paulus ifølge ApG 18,1 traf kristne fra Rom (omkring 50). På den baggrund bestod der altså allerede en menighed dér som ikke var grundlagt af nogen af de to.
Eusebius citerer i sin kirkehistorie (2,I) Clemens af Alexandria (150-215):
'Thi de siger at Peter og Jakob og Johannes efter vor frelsers himmelfart ikke stræbte efter ære, skønt de var vores Herres foretrukne, men valgte Jakob den Retfærdige til biskop i Jerusalem 
Ifølge dette skulle de tre "søjler" i (Gal 2,9) allerede have valgt Jakob den Retfærdige til eneste leder i urmenigheden. Efter Hieronymus skulle allerede Hegesippus (90-180) have vidst om dette. Denne overdragelse af embedet kunne muliggøre Peters rejse til Rom.
Dog som det efterfølgende valg af Matthias (ApG 1,26) viser, skulle kredsen af de tolv til at begynde med forblive som en fælles ledelse. Ikke apostlene, men hele forsamlingen af medlemmer i urmenigheden valgte ifølge ApG 6,5 og ApG 15,22 nye ledere.
En senere ledelse ved Jakob lader sig slutte ud fra ApG 21,15ff, hvor han mødtes med "de ældste". Testimonium Flavianum meddeler at han – åbenbart som leder af urmenigheden – blev dømt til stening af det høje råd. Hans børnebørn skal efter citat af Hegesippus hos Eusebius være blevet fængslet under kejser Domitian og blevet forhørt: således havde de endnu to generationer senere en lederrolle i kristendommen.
Der var i den første kristne generation ikke tale om et lederdynasti; dette var imod deres selvopfattelse: alle kristne var i overensstemmelse med Jesu bud uden rangorden alle at regne for "de hellige" (Rom 15,25). Evangelietekster om rangstridigheder blandt disciplene, blandt andet Mark 10,35-45, afviser udtrykkeligt et lederprivilegium for enkelte af de af Jesus kaldede og kritiserer ønsket derom som undsigelse  af Jesu selvhengivelse. Ganske vist havde vidnerne til Jesu tilsynekomster ved Påsken en uomstridt autoritet som missionærer (1 Kor 15,3-8), og dog var det ikke dem men en fællessynode der traf beslutninger for alle (ApG 15,28 bl.a.).
Det monarkiske biskopsembede opstod efter år 100; de på denne tid opståede Ignatiusbreve kender det endnu ikke. Det satte sig almindeligt igennem parallelt til Det Nye Testamentes kanondannelse indtil o. 400 og prægede den ortodokse og senere den katolske statskirke. Det var en reaktion på kristendommens vækst, og det overtog romerske forvaltningsstrukturer.

### Peters grav
Kejser Konstantin den Store igangsatte efter 324 Petersbasilikaen på Vatikanhøjen. Den blev rejst som gravkirke over det sted der senest siden 200 var blevet æret som Peters grav – ifølge den kristne romer Gaius kaldt "Apostlens Trofæ" .
Arkæologiske udgravninger fra 1940'erne viste at den bygningsmæssige kerne derunder består af en lille gravmonument rejst omkring 160 hvorunder der lå en simpel jordgrav fra den sene 1. århundrede. Mens spørgsmålet om de dér fundne rester forbliver åbent, gælder de fundne omkransende kristne jordgrave fra o. 70 som henvisning til en begyndende anerkendelse eller hædring  af dette som Peters grav.
Denne anerkendelse eller hædring underbygges af gravindskrifter fra tiden omkring 300. Resterne fra gravmonumentet befinder sig i dag skjult bag palliumnichens kristusmosaik i Confessio, over hvilket Peterskirkens pavealter befinder sig.

## Betydning

### I den katolske teologi
Den katolske tradition betragter Peter som den første leder (pave) for ecclesia catholica, den almindelige, universelle kirke. Herfra sluttes til pavens embede og fordringen på den hellige stols lederfunktion for hele kirken. Denne Peters autoritet begrundes frem for alt i Jesu ord Matt 16,18f:
Og jeg siger dig, at du er Peter, og på den klippe vil jeg bygge min kirke, og dødsrigets porte skal ikke få magt over den. 
Jeg vil give dig nøglerne til Himmeriget, og hvad du binder på jorden, skal være bundet i himlene, og hvad du løser på jorden, skal være løst i himlene.
Patristikerne, bl.a. Augustin havde endnu ikke brugt udtrykket "petra" om Simon Peter, men om Kristus.
Flere steder bruges til at begrunde et særligt embede til Peter:
Joh 21,15ff: Simon, Johannes' søn, elsker du mig mere end de andre? Han svarede: Ja, Herre, du ved, at jeg har dig kær. Jesus sagde til ham: Vogt mine lam! Igen, for anden gang, sagde han til ham: Simon, Johannes' søn, elsker du mig? Han svarede: Ja, Herre, du ved, at jeg har dig kær. Jesus sagde til ham: Vær hyrde for mine får!
Luk 22,31f: Simon, Simon! Satan gjorde krav på jer for at sigte jer som hvede; men jeg bad for dig, for at din tro ikke skal svigte. Og når du engang vender om, så styrk dine brødre.
Efter romersk-katolsk opfattelse er paven som Roms biskop en efterfølger til Peter. Linus har så været hans umiddelbare efterfølger. Peters særlige fuldmagt som Kristi stedfortræder på jorden og leder for hele kirken skulle være overdraget i en lang ubrudt kæde til efterfølgerne, såkaldt apostolsk succession. Denne udlægning af nytestamentlige passager begrunder altså indtil i dag pavernes fordring på lederskabet over alle lokale kirker. 

### I den evangeliske teologi
De protestantiske og anglikanske kirker afviser siden reformationen som den ortodokse kirke allerede siden den tidlige middelalder den romersk-katolske lære om et "Petersembede" og dermed den romerske kirkes fordring på lederskabet inden for kristenheden.
Peter er også i evangelisk forståelse en af Jesu særlige disciple, men blot som ur- eller forbillede for alle troende mennesker som trods deres bekendelser til Kristus hele tiden afviser, og som alligevel får Guds tilsagn ved nutidig tilgivelse og fremtidig frelse. Heller ikke troen er ifølge evangelisk forståelse nogen selvstændig bedrift fra Peters side, men ren nådegave fra Jesus som den korsfæstedes stedfortrædende forbøn (Luk 22,31ff):
Simon, Simon! Satan gjorde krav på jer for at sigte jer som hvede; men jeg bad for dig, for at din tro ikke skal svigte. Og når du engang vender om, så styrk dine brødre.
Denne Jesu bøn er efter udbredt evangelisk eksegese gået i opfyldelse ved forsoningen med den opstandne Jesus og den derved indtrufne nye konstituering af discipelkredsen efter Påske.
Kirken baserer sig derfor ikke på en historisk embedssuccession af enkelte efterfølgere til Peter. Men alle der som Peter bliver en discipel af Jesus er hans efterfølger og dermed del af det fællesskab som Jesus har kaldet til at være hans vidner. Gud er i Kristus lige nær ved alle mennesker, "æquidistant", sådan at der ud over Kristus ikke er brug for yderligere formidlere, og at dette heller ikke er muligt. Dette "almindelige præstedømme af alle troende" umuliggjorde for Martin Luther ethvert tilbagefald til den embedsforståelse der var overvundet med den korsfæstedes sonoffer – en hierarkisk-sakral embedsforståelse der stammede fra jødedommens tempelkult.
Luther og andre reformatorer har kraftigt afvist pavedømmets dobbeltfordring som udtrykkes med de to nøgler og ligeledes at det skulle kunne forankres i Matt 16,19: således fx Luther i Von dem Papsttum zu Rom ("Om pavedømmet i Rom") 1520) og ofte senere gentaget. At Peter skulle besidde en særfuldmagt lader sig ikke udlede af NT: "nøglemagten" til at binde og løse synd blev ifølge Matt 18,18 og Joh 20,21ff givet til alle disciplene. Især Mattæusevangeliet efterlader ingen tvivl om at det kristne fællesskab kun kan bygges på trosfællesskab mellem alle medlemmer. Thi der bliver Jesu bjergprædiken åbnet med tiltalen (Matt 5,14):
I er verdens lys
Den ender med fordringen (Matt 7,24):
Derfor: Enhver, som hører disse ord og handler efter dem, skal ligne en klog mand, der har bygget sit hus på klippen.
I overensstemmelse hermed havde Peter ikke som den første noget syn for sig selv, men disciplene havde samlet fået den opgave at lære alle døbte fra de forskellige folk  at følge Jesu bud, således at det dermed forbundne løfte om nærværelsen af Jesu ånd skulle være den egentlige "klippe" som kirken skulle være bygget på (Matt 28,19f).
Helligåndens virke kan ikke på ny lade sig tvinge ind i og "fastnagles" i menneskelige former og ritualer.
Derfor betvivlede protestantiske historikere ofte ikke blot biskopsembedet, men også Peters ophold i Rom. I dag udelukker de ikke denne mulighed uden dog derfor at anerkende pavedømmet. Thi også en mulig embedsoverdragelse fra Peter til hans efterfølger begrunder efter deres mening ikke at den romerske biskop til alle tider skulle have nogen forrang.

## Lovprisninger
Navnedag for Peter og Paulus er den 29. juli. Til deres ære er der i den ortodokse kirke en let faste, den såkaldte apostelfaste på tre dage begyndende den 26. juli.

### Skytshelgen
Peter er en af de vigtigste katolske hellige og regnes som skytshelgen for mange forskellige områder: paver; byer: bl.a. Rom og flere tyske byer; forskellige erhverv: slagterfaget, glarmesterfaget og mange flere; sygdomme som epilepsi og rabies.
I folketroen bliver han også gjort ansvarlig for vejret, særlig regnvejr, fordi han har nøglen til himlen. Med denne nøgle anses han også for vægter for en forestillet himmelport, hvor han indlader eller afviser de ankommende – denne forestilling har gennem tiden som motiv været udsat for talrige vittigheder.
Verden over er mange steder og kirker navngivet efter Peter, i Danmark fx Sankt Petri Kirke og i Rom Peterskirken i Vatikanstaten.

## Peter i kunsten
I kunsten bliver Peter sædvanligvis fremstillet som en gammel mand med lokket hår og skæg og genstandene nøgle, skib, bog, hane eller et omvendt kors, et såkaldt Peterskors.
Specielt er nøglen eller nøglerne hans hovedattribut. I middelalderlige fremstillinger indtil den sene gotik bærer Peter for det meste to forskelligfarvede eksemplarer. Med tilknytning til Matt 16,19 skal nøglen til Jorden symbolisere magt over verden, verdslig magt; nøglen til Himlen adgangen til Himmelriget, den åndelige magt.
Peterlegenden blev inden for katolicismen til trosoverbevisning og har gennem tiden tjent som tema for kunstneriske værker. Bekendt er blandt andet filmen Quo vadis der bygger på en roman af samme navn fra 1885 (Joh 13,36).